# ターボル派

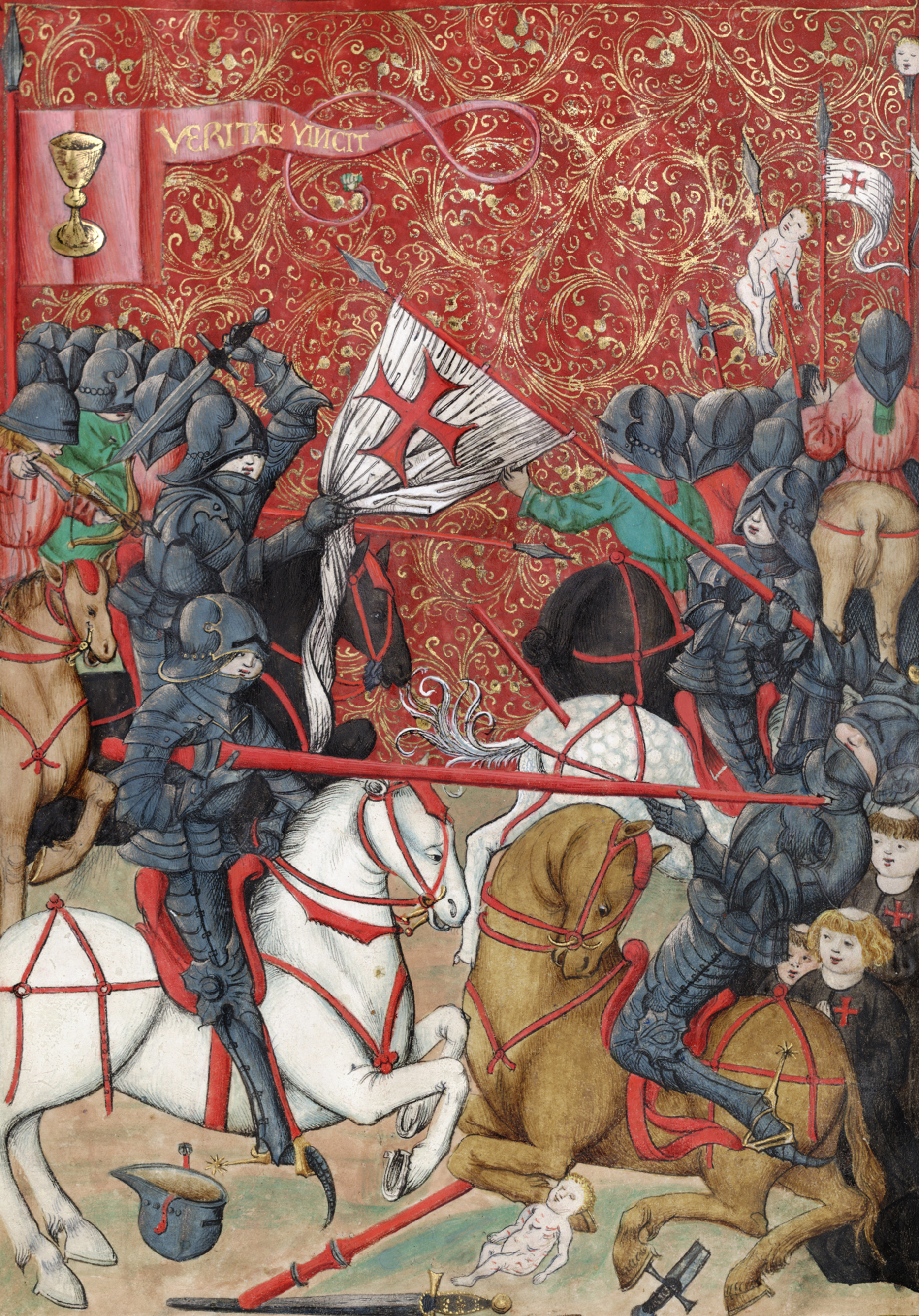
フス派と十字軍の戦い(Jena Codex、15世紀)

ターボル派（ターボルは、チェコ語：Táborité/単数形：Táborita）は、中世のボヘミア王冠領に存在したフス派の過激派。

## 概要
ターボル派は15世紀にチェコのターボルを拠点とした。他にも多くの派閥が存在したが、ヤン・フスの火刑がきっかけになったことからまとめてフス派と呼ばれる。

## 特徴
ターボルの金鉱を資金源とし、キリストのミレニアムを宣言した。主人も奴隷もなく、資産は全て共有し、税のない社会を目指した。原始的無垢に戻れると約束した彼らについて、マレー・ブクチンは無政府共産主義の初期の例とした。ターボル派の理論は中世カトリックから見れば最も過激なもののひとつであったが、彼らはスコラ学に沿って古い理論を破ろうとした。

## 代表的なターボル派の理論家
- ぺルフジモフ（英語版）のMikuláš Biskupec
- プロコプ・ヴェリキー：1434年のリパニの戦いで戦死した。
- Peter Kániš：アダム派にも支持された。軍事指導者のヤン・ジシュカに火刑に処された。
- Martin Húska[3][4][5]

## ヤン・ジシュカ率いるターボル派
ヤン・ジシュカは貧しいボヘミア人で軍隊を編成し、神聖ローマ帝国のジギスムント率いる十字軍を迎え撃った。ジシュカは捕虜を皆殺しにすべきとは考えず、しばしば彼らに慈悲を与えた。彼の軍がジシュカに反抗して多くの捕虜を殺害した際には、彼らに許しを得るために祈るよう命じた。ジシュカは申命記を一部参考に、兵法書の「Žižkův vojenský řád」を書いた。やがてターボル派が過激化するとジシュカは見切りを付け、より穏健なオレープ派をフラデツ・クラーロヴェーで率いるようになった。しかし、外敵からの度重なる攻撃に対しては、ターボル派とオレープ派は宗派の違いを超えて共同戦線を張ることが多かった。一度フス派が勝利を収めて外敵が除去されると、フス派内で争いが起きるようになった。
1434年5月30日、ターボル派はリパニの戦いで大敗し、1万8000人の兵のうち1万3000人が戦死した。
1437年、ターボル派はジギスムント皇帝と講和した。
1452年、ターボルの支配権と政治的影響力を失った。
1457年、モラヴィア兄弟団がターボル派の思想を受け継いで結成された。

## 参考資料
- 石川達夫『プラハ歴史散策 黄金の劇場都市』講談社〈講談社プラスアルファ新書〉、2004年1月20日。ISBN 4-06-272237-2。
- ピエール・ボヌール 著、山本俊朗 訳『チェコスロヴァキア史』白水社〈文庫クセジュ〉、1969年4月5日。ISBN 4-560-05450-9。
- The Hussite Wars (1419–36), Stephen Turnbull, Osprey Publishing (ISBN 1-84176-665-8)